# Kotlasskij rajon
Il distretto di Kotlas (in lingua russa Котласский муниципальный район, letteralmente Kotlasskij municipal'nyj rajon, in inglese traslitterato come Kotlassky munitsipalnyy rayon) è un rajon (distretto russo) dell'Oblast' di Arcangelo, in Russia.
Il centro amministrativo è la città di Kotlas, con circa 60 000 abitanti.

## Città
- Sol'vyčegodsk (2 894 ab.)
- Kotlas (59 300 ab.)
- Privodino (8 700 ab.)
- Šipicyno (5 200 ab.)